# Slaget vid Korhois
Slaget vid Korhois var ett slag under Gustav III:s ryska krig, Slaget stod den 6 maj 1790 mellan svenska och ryska styrkor.
Korhois är en ort i Elimä pastorat i Nyland, Finland. Korhois ligger väster om Anjala vid en å och ett för taktiska ändamål användbart pass. Generallöjtnant Philip von Platen med omkring 1 000 man gick den 6 maj 1790 över den nämnda ån och tog då de batterier som de ryska styrkorna hade uppfört där. Den svenska styrkan jagade fienden ända till Anjala kyrka. Genom denna operation, i förening med generalmajor Wilhelm Mauritz Paulis seger den 20 maj 1790 vid Keltis blev det svenska området i stort sett befriat från fienden.

## Källa
- Nordisk familjebok, Uggleupplagan, del 14 (1911), https://runeberg.org/nfbn/0554.html